# 早餐俱樂部
《早餐俱樂部》（英語：The Breakfast Club）是1985年美國的一部經典青春喜劇電影。編劇和導演是約翰·休斯。本片是约翰·休斯与演员莫利·林沃德、安东尼·迈克尔·豪尔继《十六支蜡烛》之后，再度合作的一部中学生喜剧。
影片讲述五个高中生被罚在周六留校，在这共处的一天当中，身份性格各异的五个人从漠不关心到相互敌对，直到逐渐敞开了心扉，最终成为了交心的好友。呈現青少年面對社會眼光、家庭暴力、學業壓力以及同儕間的矛盾與掙扎。
美國《娛樂周刊》（Entertainment Weekly）2006年9月刊登一篇「五十部最棒校園電影」專題，在該票選中，《早餐俱樂部》榮登冠軍。

## 演員與角色
- 艾米利奥·艾斯特维兹  — 飾 「運動員」安德魯·克拉克
- 莫利·林沃德  — 飾 「公主」克萊兒·絲丹迪許
- 賈德·尼爾森（英语：Judd Nelson）  — 飾 「罪犯」約翰·班德
- 安东尼·迈克尔·豪尔  — 飾 「書呆子」布萊恩·強森
- 艾莉·希迪  — 飾 「神經病」愛莉森·雷諾茲
- 保羅·格里森（英语：Paul Gleason）  — 飾 「副校長」維農先生
- 約翰・凱勒斯（英语：John Kapelos）  — 飾 「工友」克拉克先生

## 獎項
| 獎項                  | 獲提名                                                           | 結果 |
| --------------------- | ---------------------------------------------------------------- | ---- |
| MTV電影大獎卓越銀桶獎 | 安东尼·迈克尔·豪尔 賈德·尼爾森 保羅·格里森 莫利·林沃德 艾莉·希迪 | 獲獎 |

## 外部連結
- 互联网电影数据库（IMDb）上《早餐俱樂部》的资料（英文）
- AllMovie上《早餐俱樂部》的资料（英文）
- 豆瓣电影上《早餐俱樂部》的資料 （简体中文）
- The Breakfast Club review at FastRewind.com
- The Breakfast Club DVD official Universal Studios website （页面存档备份，存于）
- Entertainment Weekly commentary （页面存档备份，存于）